# 巩哈暴动
巩哈县牧民暴动是1944年新疆巩哈县（今尼勒克县）牧民反对新疆盛世才当局的武装斗争。为三区革命的序幕

## 历史
为反对盛世才的献马运动，“伊宁解放组织”在伊宁以东约100公里的兵力空虚的巩哈县发动牧民起义。1944年8月组成游击队，领导人为帕提赫·莫斯里莫夫、艾尼·阿不都拉。半个月内发展到650人。10月5日分三路从南、西、北三面包围县城。10月7日解放县城。